# Ikast Stadion
Ikast Stadion, også kendt som Wunderelf Arena på grund af et sponsorat, er et fodboldstadion beliggende i Ikast. Fodboldstadionet har altid været hjemmebane for Ikast FS, men efter overbygningen mellem Ikast FS og BK Herning Fremad er stadionet også hjemmebane for diverse FC Midtjylland-hold.

## Fodnoter
1. ↑  "Velkommen til Wunderelf Arena". Arkiveret fra originalen 21. september 2016. Hentet 13. august 2016.

56°8′41.53″N 9°8′47.49″Ø / 56.1448694°N 9.1465250°Ø